# Idris Elba
Idrissa Akuna Elba (Hackney, 6 september 1972) is een Brits acteur en regisseur met een Ghanese moeder en een vader uit Sierra Leone. Hij won in 2012 een Golden Globe voor zijn hoofdrol als John Luther in de politieserie Luther.

## Biografie
Elba maakte in 1994 zijn acteerdebuut met naamloze, eenmalige rolletjes in verschillende televisieseries. Hij debuteerde in 1999 op het witte doek, als Grégoire in de Franse komedie Belle maman. In 2018 maakte hij zijn regiedebuut met de indiefilm Yardie.
Elba trouwde in 1997 met de Afrikaanse actrice Dormowa Sherman van wie hij scheidde na 1 jaar huwelijk. In 1999 trouwde Elba met visagiste Henne Norgaard. Kort na de geboorte van hun dochter, in 2002, ging het stel uit elkaar. In 2006 trouwde hij met onroerendgoedmakelaar Sonja Nicole Hamlin. Hun huwelijk duurde zes weken. Elba kreeg in 2013 een relatie met Naiyana Garth. Met haar kreeg hij in 2014 een zoon. Hij trouwde op 26 april 2019 met Sabrina Dhowre.
In 2020 spreekt hij voor de dancegroep Inner City het nummer We All Move Together in voor hun gelijknamige album.

## Filmografie
*Exclusief televisiefilms
- Heads of State (2025) - Sam Clarke
- Sonic the Hedgehog 3 (2024) - Knuckles the Echidna (stem)
- Extraction 2 (2023) - Alcott
- Luther: The Fallen Sun (2023) - John Luther
- The Boy, the Mole, the Fox and the Horse (2022) - The Fox (stem)
- Sonic the Hedgehog 2 (2022) - Knuckles the Echidna (stem)
- Beast (2022) - Dr. Nate Samuels
- Thor: Love and Thunder (2022) - Heimdall (post-credit scene)
- The Harder They Fall (2021) – Rufus Buck
- The Suicide Squad (2021) – Bloodsport
- Concrete Cowboy (2020) – Harp
- Cats (2019) – Macavity
- Fast & Furious: Hobbs & Shaw (2019) – Brixton
- Avengers: Infinity War (2018) – Heimdall
- Thor: Ragnarok (2017) – Heimdall
- The Mountain Between Us (2017) – Ben Bass
- Molly's Game (2017) – Charlie Jaffey
- The Dark Tower (2017) – Roland Deschain
- Star Trek: Beyond (2016) – Krall
- 100 Streets (2016) – Max
- Finding Dory (2016) – Fluke (stem)
- Bastille Day (2016) – Sean Briar
- The Jungle Book (2016) – Shere Khan (stem)
- Zootopia (2016) – Chief Bogo (stem)
- Beasts of No Nation (2015) – Commandant
- Avengers: Age of Ultron (2015) – Heimdall
- The Gunman (2015) – Barnes
- No Good Deed (2014) – Colin
- Second Coming (2014) – Mark
- Thor: The Dark World (2013) – Heimdall
- Mandela: Long Walk to Freedom (2013) – Nelson Mandela
- Pacific Rim (2013) – Stacker Pentecost
- Prometheus (2012) – Janek
- Ghost Rider: Spirit of Vengeance (2012) – Moreau
- Thor (2011) – Heimdall
- Takers (2010) – Gordon Jennings
- The Losers (2010) – Roque
- Legacy (2010) – Malcolm Gray
- Obsessed (2009) – Derek Charles
- The Unborn (2009) – Arthur Wyndham
- The Human Contract (2008) – Larry
- RocknRolla (2008) – Mumbles
- Prom Night (2008) – Detective Winn
- This Christmas (2007) – Quentin Whitfield
- American Gangster (2007) – Tango
- 28 Weeks Later (2007) – General Stone
- The Reaping (2007) – Ben
- Daddy's Little Girls (2007) – Monty James
- The Gospel (2005) – Charles Frank
- One Love (2003) – Aaron
- Buffalo Soldiers (2001) – Kimborough
- Sorted (2000) – Jam
- Belle maman (1999, aka Beautiful Mother) – Grégoire

## Televisieseries
*Exclusief eenmalige gastrollen
- Knuckles – Knuckles the Echidna (stem, 2024)
- What If...? – Heimdall (stem, 2023)
- Turn Up Charlie – Charlie Ayo (8 afl., 2019)
- In the Long Run – Walter (19 afl., 2018–2020)
- Luther – John Luther (21 afl., 2010–2019)
- The Big C – Lenny (4 afl., 2010)
- The Office US – Charles Miner (7 afl., 2009)
- The Wire – Russell 'Stringer' Bell (37 afl., 2002–2004)
- London's Burning – Cpl. Frost (2 afl., 2001)
- Dangerfield – Matt Gregory (12 afl., 1999)
- Ultraviolet – Vaughan Rice (6 afl., 1998)
- Family Affairs – Tim Webster (5 afl., 1997–1998)
- Insiders – Robinson Bennett (6 afl., 1997)
- Silent Witness – Charlie (2 afl., 1997)
- The Governor – Officer Chiswick (2 afl., 1996)
- Ruth Rendell Mysteries – Raffy (4 afl., 1996)

## Regie
- Yardie (2018)